# Alejandra Aramayo
María Alejandra Aramayo Gaona (Puno, 15 de junio de 1974) es una abogada, periodista y política peruana. Fue congresista de la república por Arequipa desde 2016 hasta su disolución en septiembre del 2019.

## Biografía
Nació en la ciudad de Puno, el 15 de junio de 1974.
Hizo sus estudios primarios en el Colegio María Auxiliadora y los secundarios en los colegios La Inmaculada y Villa Fátima de Puno, su ciudad natal.
Se desempeñó en el sector público como consultora en Sierra Exportadora entre el 2012 - 2013, asesora en el Gobierno Regional de Arequipa entre el 2008 - 2010, gestora social en Qali Warma entre el 2013 - 2014. En el sector privado se desempeñó como asesora y consultora legal. Fue conductora de noticias en la televisión.  Con más de 20 años de trayectoria en medios de comunicación.
Mg. en Gobierno de las Organizaciones por el Programa de Alta Dirección - PAD de la Universidad de Piura, Mg. en Comunicación y Marketing Político y Mg. en Derecho Penal Económico por la Universidad Internacional de la Rioja (UNIR - España).
Egresada de la Maestría en Derecho Constitucional por la Universidad Nacional Federico Villarreal y estudios doctorales por la Universidad Nacional del Altiplano. Cuenta con estudios en Educación Inicial en el Instituto Superior Pedagógico de Puno.
Escribió el libro: “Yo mujer, corazón y coraje”, bajo el sello editorial Texao Editores (2015)
Escribió el libro: “Por Dios y por la Plata. Antimanual de Comunicación política” (2024)

## Carrera política
Su carrera política empezó como candidata a regidora de la provincia de Puno por el movimiento fujimorista Vamos Vecino en 1998, sin embargo, no resultó elegida. De igual manera cuando intentó ser alcaldesa de la provincia de Arequipa en 2014.
Fue militante del Partido Popular Cristiano del 2014 al 2015.

### Congresista de la República
En las elecciones generales del 2016, postuló al Congreso de la República en representación del departamento de Arequipa bajo las filas de Fuerza Popular. Aramayo fue elegida con 20,244 votos para el periodo parlamentario 2016-2021.
En el parlamento se desempeñó como presidenta de la Comisión de Descentralista, secretaria y luego vicepresidenta de la Comisión de Energía y Minas.
Estuvo ejerciendo sus labores parlamentarias hasta que el 30 de septiembre del 2019, su cargo fue finalizado debido a la disolución del Congreso decretado por el expresidente Martín Vizcarra.
Aramayo anunció su renuncia a Fuerza Popular debido a varias discrepancias y actualmente se encuentra afiliada al partido Alianza para el Progreso desde enero del 2022.

## Controversias
En 2000 fue denunciada por chantaje y extorsión, por un funcionario a quien habría exigido un pago a cambio de no emitir denuncias contra su institución en un programa televisivo en el que trabajaba en ese entonces en Puno. Aramayo negó dicha acusación y dijo que se trataba de una persecución periodística. Lo cierto es que fue declarada reo contumaz por no presentarse a las diligencias judiciales y la denuncia acabó siendo prescrita por un juez, al cabo de diez años.
Otra polémica fue sobre el escándalo de los chats 'La Botica', donde Aramayo aparece diciendo que a su bancada le faltaba blindar al entonces prófugo César Hinostroza.